# 日本観光
日本観光株式会社（にほんかんこう）は、大阪府貝塚市に本社を置く観光バス事業者である。この項目では、系列の日本高速バス株式会社についても記述する。

## 概要
2003年設立。貝塚市内に本拠地を置く水間鉄道の貸切バス部門を前身とする事業者である。会社設立以後は一般貸切の傍ら高速ツアーバス事業に参入し、WILLER EXPRESSの受託運行会社として知られた。社団法人大阪バス協会・京都府バス協会会員。

## 沿革
- 2003年（平成15年）8月26日 - 会社設立。設立当初の社名は株式会社ミズマ。
- 2003年（平成15年）10月1日 - 水間鉄道より購入のバス6台で本格的に貸切事業を展開。
- 2008年（平成20年）6月28日 - 「日本観光株式会社」に社名変更。
- 2009年（平成21年）11月 - 大阪バス協会加盟。
- 2009年（平成21年）12月21日 - 京都営業所開設。
- 2010年（平成22年）6月 - 京都府バス協会加盟。
- 2013年（平成25年）3月18日 - 「日本高速バス株式会社」設立。
- 2013年（平成25年）7月29日 - 日本観光（株）の京都営業所を日本高速バス（株）に移管。
- 2013年（平成25年）7月31日 - 「新高速バス制度」施行に伴い、日本高速バスが乗合バス事業に参入。
- 2014年（平成26年）2月 - 日本高速バス（株）京都府バス協会加盟。
- 2015年（平成27年）4月1日 - 日本観光（株）大阪営業所を開設
- 2021年（令和3年）3月31日 - 日本観光（株）大阪営業所閉鎖

## 事業所
- 本社営業所・日本高速バス本社
  - 大阪府貝塚市二色中町6-6
- 大阪営業所
  - 大阪府大阪市此花区常吉2丁目3-4
- 京都営業所・日本高速バス京都営業所
  - 京都府綴喜郡井手町井手扇畑42-2

## 子会社
- 日本高速バス株式会社 - 高速乗合バス事業・WILLERとの合弁会社

## 高速乗合バス
WILLER EXPRESS
- 日本高速バスがWILLER EXPRESS及び祐徳自動車と共同で運行しており、主に関東～関西線の一部と関西～広島線、関西〜福岡・佐賀線を担当。また、日本観光本体では「サンシャインエクスプレス」の受託運行も行っている。

## 車両
水間鉄道からの購入車両はいすゞ自動車製が主力であったが、日本観光となった後は三菱ふそうトラック・バス製を主力としている。日本高速バスではこれに加え「WILLER EXPRESS」専用車の一部に日野自動車製を保有する。また、一般貸切車の一部は続行便「STAR EXPRESS」での運用を考慮して方向幕や乗務員仮眠室を装備している。